# Joseph Marcell
Joseph Marcell (St. Lucia, 18. kolovoza 1948.), britanski glumac rođen na Karibima, najpoznatiji kao batler Geoffrey u NBC-evom sitcomu "Princ iz Bel Aira".
Rodio se na karipskom otoku Sveta Lucija, a s obitelji se u Britaniju preselio kad je imao pet godina.
Pohađao je sveučilište u Sheffieldu i ima britansko državljanstvo.
Aktivan je na televiziji, iako je snimio i dva filma.
Ženio se tri puta i ima dvoje djece.